# José Luis Brown
José Luis Brown (Ranchos, Buenos Aires tartomány, 1956. november 10. – 2019. augusztus 12.) világbajnok argentin labdarúgó, edző.

## Pályafutása

### Klubcsapatokban
A Buenos Aires-i Ranchosban született Brown skót származású volt, családja 1825-ben emigrált Greenockból. Pályafutását az Estudiantes de La Plata csapatában kezdte. 1975 és 1983 között 291 bajnoki mérkőzésen huszonötször volt eredményes a klub színeiben, 1982-ben és 1983-ban bajnoki címet nyert.
1983-ban a kolumbiai az Atlético Nacional játékosa lett, ahol két szezont töltött el. 1986 és 1989 között játszott Európában, a francia Stade Brest és a spanyol Murcia labdarúgója volt.
1989 végén, 33 éves korában, a Racing Club csapatában fejezte be az aktív játékot.

### A válogatottban
1983-ban mutatkozott be az argentin válogatottban. 1983-ban, 1987-ben és 1989-ben részt vett a Copa Américán. Utóbbi tornán bronzérmet szerzett.  1986-ba tagja volt a világbajnok válogatottnak, amelynek mind a hét mérkőzését végigjátszotta a tornán. A Nyugat-Németország elleni döntőben Jorge Burruchaga szabadrúgását követően gólt is szerzett, ez volt az egyetlen találata címeres mezben.

### Edzőként
Visszavonulását követően edzőként tevékenykedett. Első csapata a Los Andes volt. amelynek élére 1995-ben nevezték ki. Több argentin és más dél-amerikai klubcsapatot is irányított, dolgozott az Estudiantes de La Plata utánpótlásában is. 2007 decemberében az argentin U17-es válogatott szakvezetője lett, de dolgozott a 2008-as olimpián aranyérmet nyerő csapat mellett segédedzőként is, majd később Diego Maradona segítője lett a felnőtt válogatottnál. a 2009-es korosztályos dél-amerikai labdarúgó-bajnokságon ő irányította az U17-es válogatottat, abban az évben szerepelt a csapattal a nigériai világbajnokságon is. 2013 márciusában másodszor is a Ferro Carril Oeste vezetőedzője lett, edzői pályafutását is a csapatnál fejezte be.

## Halála
2019. augusztus 12-én La Plata városában hunyt el, 62 éves korában, miután hosszú éveken át küzdött az Alzheimer-kórral.

## Sikerei, díjai
Estudiantes
- Metropolitano championship: 1982[15]
- Nacional championship: 1983[15]

Argentína
- Világbajnok: 1986[15]